# Gutenberg (cratère)
Pour les articles homonymes, voir Gutenberg.
Le cratère Gutenberg (en l'honneur de Johannes Gutenberg) désigne un cratère d'impact lunaire, dû à un impact de météorite, situé à la limite ouest de la Mare Fecunditatis. Le cratère Gutenberg est situé au nord-est du cratère Magelhaens.
En coordonnées sélénographiques, le cratère se situe à 8.6° Sud de latitude et à 41.2° Est de longitude, pour un diamètre de 74 km. 

## Autres cratères
Par convention, des cratères plus petits sont nommés aussi Gutenberg suivi d'une lettre : 
| Gutenberg | Latitude | Longitude | Diamètre |
| --------- | -------- | --------- | -------- |
| A         | 9.0° S   | 39.9° E   | 15 km    |
| B         | 9.1° S   | 38.3° E   | 15 km    |
| C         | 10.0° S  | 41.1° E   | 45 km    |
| D         | 10.9° S  | 42.8° E   | 20 km    |
| E         | 8.2° S   | 42.4° E   | 28 km    |
| F         | 10.2° S  | 42.6° E   | 8 km     |
| G         | 6.0° S   | 40.0° E   | 32 km    |
| H         | 6.7° S   | 39.0° E   | 5 km     |
| K         | 7.2° S   | 40.8° E   | 6 km     |